# Rochester, Washington
Rochester är en ort i Thurston County i delstaten Washington, USA.